# Sigmund Mayr
Sigmund Mayr (Marchsam, ... – 1516) è stato un tipografo tedesco.
Lavorò a Roma dal 1493 al 1494. In coppia con Giovanni da Besicken stampò opere prevalentemente di modeste dimensioni.
Dal 1504 Mayr lavorò a Napoli.
La sua vedova, Caterina De Silvestro, portò avanti l'attività del marito dopo la sua dipartita.